# Västra Ässjösjön
Västra Ässjösjön är en sjö i Nordanstigs kommun i Hälsingland och ingår i Harmångersåns huvudavrinningsområde. Sjön är 15 meter djup, har en yta på 0,668 kvadratkilometer och befinner sig 131 meter över havet. Sjön avvattnas av vattendraget Harmångersån (Kölån).

## Delavrinningsområde
Västra Ässjösjön ingår i det delavrinningsområde (688901-154165) som SMHI kallar för Utloppet av Västra Ässjösjön. Medelhöjden är 158 meter över havet och ytan är 2,74 kvadratkilometer. Räknas de 34 avrinningsområdena uppströms in blir den ackumulerade arean 264,91 kvadratkilometer. Avrinningsområdets utflöde Harmångersån (Kölån) mynnar i havet. Avrinningsområdet består mestadels av skog (64 procent). Avrinningsområdet har 0,66 kvadratkilometer vattenytor vilket ger det en sjöprocent på 24,2 procent.